# Pyłyp Harmasz
Pyłyp Mykołajowycz Harmasz, ukr. Пилип Миколайович Гарма́ш (ur. 21 kwietnia 1989 w Połtawie) – ukraiński siatkarz i trener siatkarski, były reprezentant kraju, grający na pozycji libero.

## Sukcesy klubowe
Mistrzostwo Ukrainy:
- 2011, 2012, 2013, 2015, 2016, 2017
- 2014, 2019

Puchar Ukrainy:
- 2011, 2012, 2014, 2015

Superpuchar Ukrainy:
- 2016

Superpuchar Rumunii:
- 2017

## Sukcesy reprezentacyjne
Letnia Uniwersjada
- 2015[5].

## Nagrody indywidualne
- 2014: Najlepszy libero ukraińskiej Superligi w sezonie 2013/2014